# ديكر ماكسويل
ديكر ماكسويل (الاسم العلمي: Philantomba maxwellii) ديكر صغير يتوطن في الغابات المطيرة في الأراضي المنخفضة في غرب إفريقيا. يتغذى على الأعشاب، الفاكهة والشجيرات الصغيرة.